# Спасо-Преображенский собор (Болхов)
Спа́со-Преображе́нский собо́р — второй кафедральный собор Орловской епархии, расположенный в городе Болхов Орловской области на вершине Красной горы, на территории бывшего Болховского кремля, является основным историческим и экскурсионным объектом города. Главный православный храм города.

## История
Впервые упоминается в летописи в 1625 году, хотя есть основания предполагать, что он был основан гораздо раньше (XVI век). В 1671 году на стредство стольника и воеводы Ивана Ржевского храм был перестроен. После гибели воеводы в Чигиринском походе 1678 года он был здесь и похоронен. Также в храме похоронен его сын Тимофей Ржевский, погибший во время Астраханского восстания в 1705 году.
В 1841 году началось строительство нового, более крупного каменного собора по русско-византийскому проекту архитектора Павла Алексеевича Малахова. В 1846 году приделы храма были освящены: средний — во имя иконы Божией Матери «Всех Скорбящих Радость», левый — во имя Св. Митрофана Воронежского, правый — во имя Николая Чудотворца. В 1820—1830-х годах рядом с собором была выстроена классицистическая колокольня.
В 1930 году собор был закрыт, в 1970-х годах законсервирован. В 2004 году началась активная реставрация собора. В 2010 Банк России выпустил серебряную трёхрублёвую монету с изображением храма.

## Духовенство
- Настоятель храма — протоиерей Александр Кузнецов
- Иерей Сергий Ноздрунов[4]

## Церковные ценности
- образ Святого Николая Чудотворца XVI в.
- серебряный потир, пожертвованный храму в 1666 г., напрестольное Евангелие 1614 г. (дары строителя собора воеводы И. И. Ржевского)
- ризы, стихарь, Евангелие 1681 года (дары царевны Софьи Алексеевны)[5]

Собор до реставрации
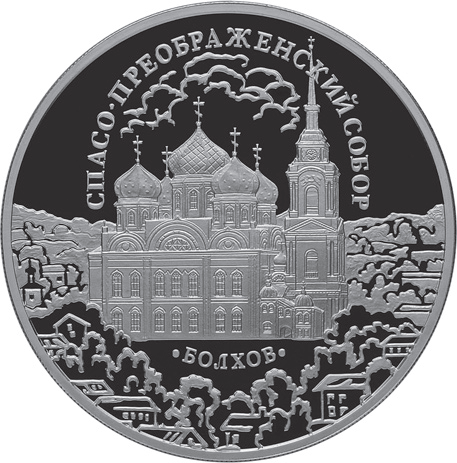
Собор на памятной монете 2010 года
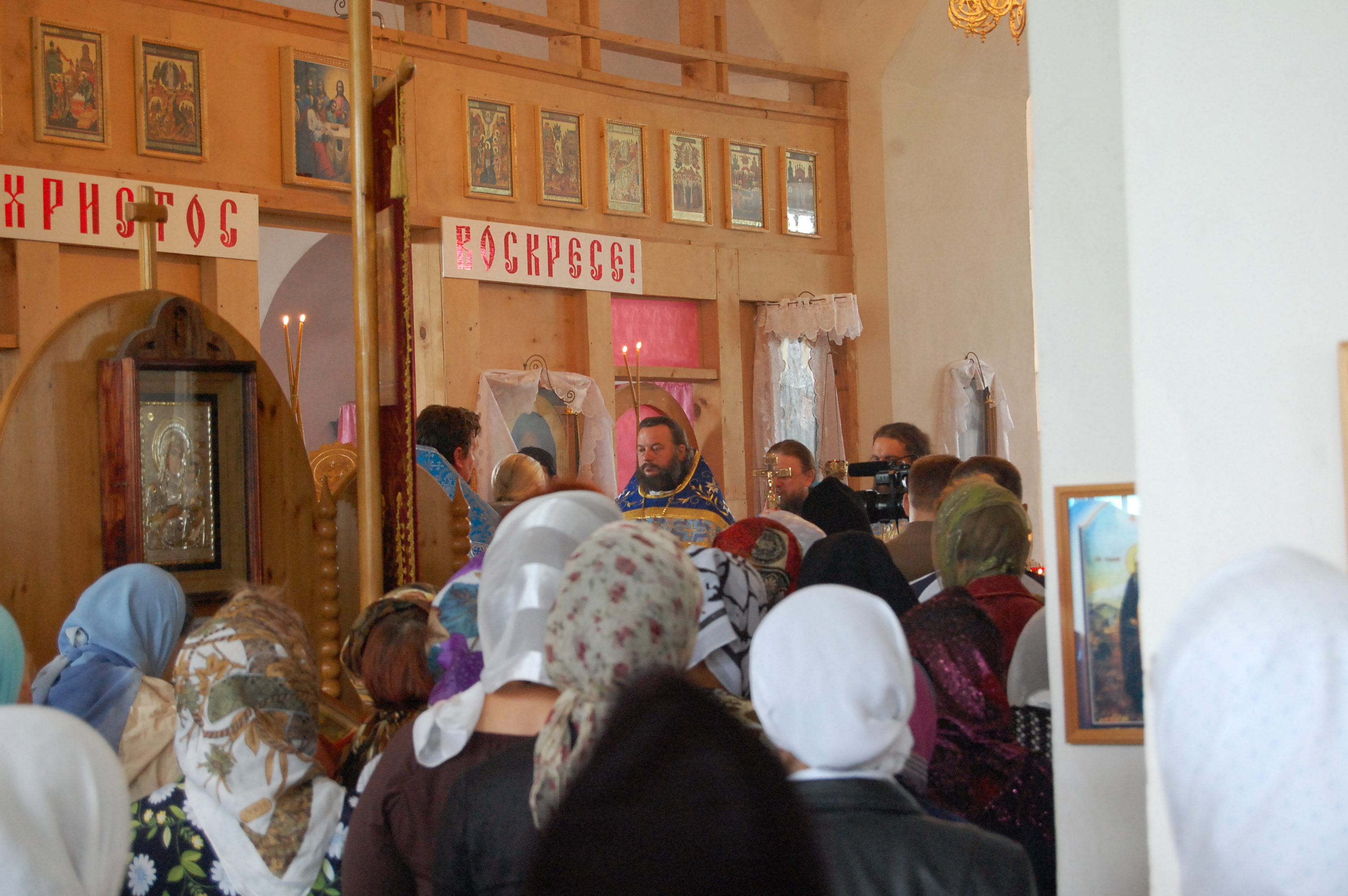
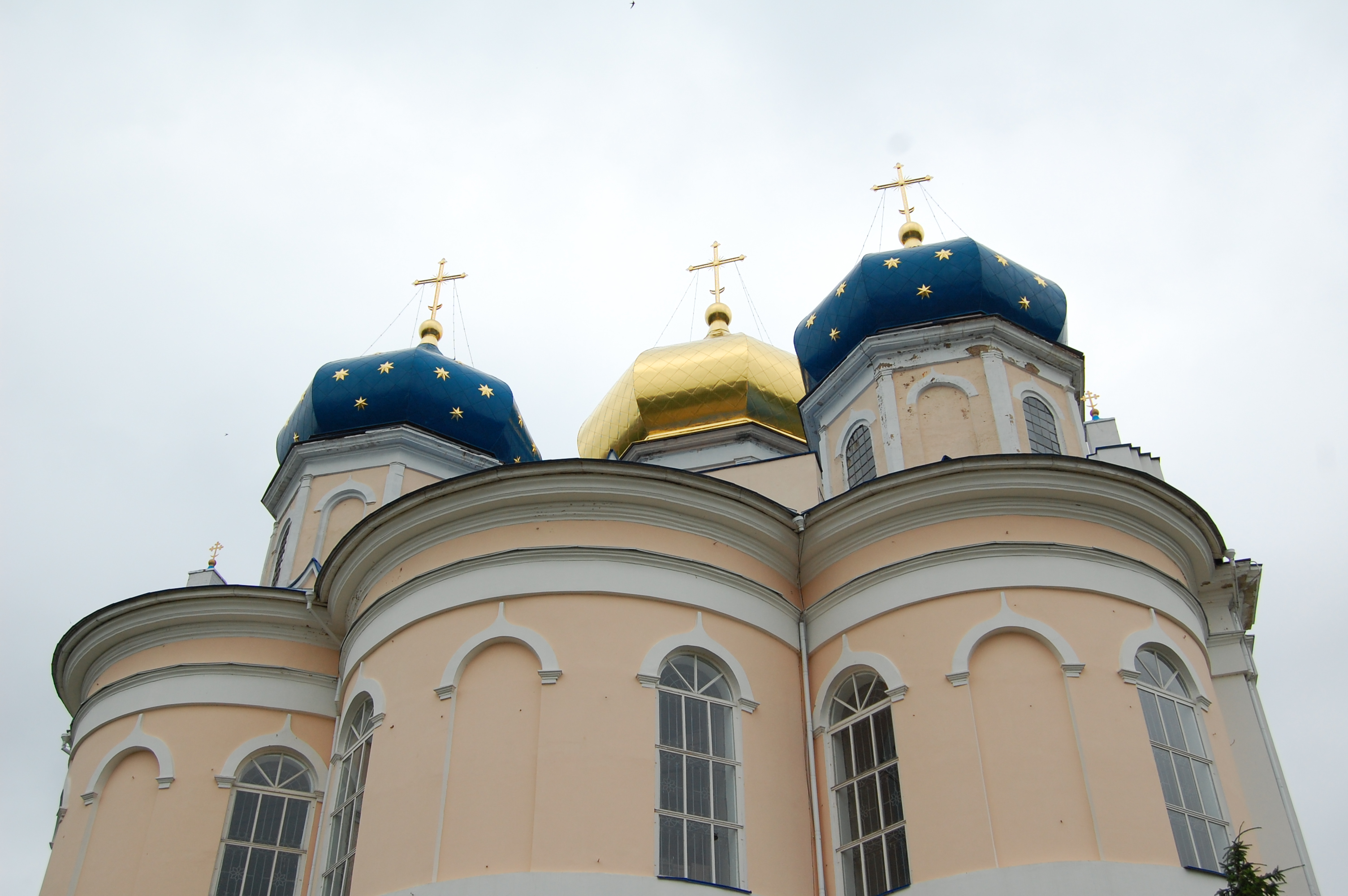